# Jim Jones
James Warren "Jim" Jones (Crete, Indiana 13 de maig de 1931 – Jonestown, Guyana 18 de novembre de 1978), va ser el fundador americà del Grup Temple del Poble, que es convertí en sinònim de grup suïcida després del suïcidi massiu amb verí el 1978 a una granja aïllada del grup anomenat Jonestown, localitzada a Guyana. Jones va ser trobat mort d'una ferida d'escopeta al cap entre els 913 cadàvers que es trobaven allà.

## Biografia
Es diplomà a la universitat de Richmond (Indiana), i va esdevenir predicador l'any 1950. Va vendre micos com a mascotes per poder fundar el 1954 una nova confessió religiosa, a la que anomenà Wings of Deliverance ("Ales d'alliberament"). A l'any sobre la rebatejà amb el ja conegut nom "Temple del poble". La seua església era excepcional, ja que tractava per igual els afroamericans, guanyant així molts adeptes. Va alçar així una mena de socialisme apostòlic. Va publicar un llibre titulat "La Lletra Mata", on denunciava les atrocitats de la Bíblia, tot i que deia grans veritats, es va proclamar com a encarnació de Jesús, Akhenaton, Buda, Lenin, el Pare Diví, i fins i tot va planificar algunes "santificacions" per atreure nous membres. Els seguidors de la seva "església" l'anomenaven "Pare". El grup es va desviar progressivament del cristianisme, al culte personal.
L'any 1977, Jones i uns 1000 membres del Temple del Poble es traslladaren de San Francisco a Guyana. Va fer això per fugir d'una investigació per evasió d'impostos . A Guyana va fundar una propietat agrícola a la qual va posar el seu nom ("Jonestown"). A la seua doctrina mesclava principis d'igualtat racial, comunisme i cristianisme, però sobretot encoratjava 
Algunes persones que havien deixat la secta abans del seu viatge a Guyana van denunciar a les autoritats pallisses brutals, assassinats i plans de suïcidi massiu; però no foren cregudes. Part de l'èxit de Jones es basava a pregonar la igualtat de races i en ajudar els necessitats. Per això més del 70% dels seus seguidors eren negres de pocs recursos .
Alguns experts asseguren que en anar-se'n a Guyana, l'autoritat de Jones començà a decaure; ja que a causa de l'enclaustrament, l'església estava privada de creixement, a la vegada que Jones tampoc podia amagar al seu cercle íntim la seva addicció a les drogues. Era especialment addicte a l'LSD i al cànnabis segons algunes fonts .

## Massacre
El novembre de 1978, el congressista Leo Ryan viatjà a Guyana amb un seguici per investigar les denúncies d'abús i maltractament físic a membres de la secta. La delegació arribà el dia 14 i va passar tres dies entrevistant-ne els residents. El matí del 18, algú va voler disparar Ryan, cosa per la qual decidiren anar-se'n corrent, acompanyats per uns vint membres de la secta que expressaren el seu desig de fugir del lloc. Quan intentaven pujar a uns aeroplans, es va presentar un camió amb gent armada de Jones i obriren foc contra ells, fugint ràpidament. En el lloc moriren cinc persones: Leo Ryan (Cambra de Representants), un reporter de la NBC, un càmera també de la NBC, un fotògraf i un dels membres del culte. Miraculosament, sobrevisqueren a l'atac els senadors Jackie Speier i Richard Dwyer, i Bob Flick, productor de la NBC.
Aquell mateix dia, Jim Jones va pronunciar un discurs inspirat en el líder de les "Panteres Negres" Huey Newton, titulat "Suïcidi Revolucionari". Els 914 membres de la secta que quedaven a Jonestown (dels quals 276 eren nens) va ser forçat a cometre el suïcidi, bevent una espècie de Cool-Aid (o flavor-aid) enverinat amb cianur. A altres, se'ls injectà el verí a la força i als que s'hi resistiren, se'ls matà a trets.